# Andaeschna timotocuica
Andaeschna timotocuica е вид водно конче от семейство Aeshnidae.

## Разпространение
Видът е разпространен във Венецуела.